# Thiomonas arsenitoxydans
Thiomonas arsenitoxydans es una bacteria gramnegativa del género Thiomonas. Fue descrita en el año 2011. Su etimología hace referencia a oxidación de arsenito. Es aerobia y móvil por flagelo polar. Tiene un tamaño de 0,5-0,7 μm de ancho por 1,5-2 μm de largo. Forma colonias rosadas y pequeñas. Temperatura óptima de crecimiento de 30 °C. Tiene capacidad para oxidar el arsenito a arsenato. Se ha aislado de aguas ácidas de minas ricas en arsenito. 